# Arnaldo Sentimenti
Arnaldo Sentimenti   (Bomporto, 24 de maig de 1914 - Nàpols, 12 de juny de 1997) també conegut com a Sentimenti II, fou un jugador de futbol i entrenador italià, que va jugar com a porter.
La major part de la seva carrera de club va jugar al S.S.C. Napoli, on s'hi va estar sobre una dècada, i va arribar a ser capità de l'equip, amb el qual va disputar un total de 227 partits.
Sentimenti era conegut per la seva habilitat de parar penals, i una vegada en va aturar nou de consecutius durant la seva carrera.
Els Sentimenti són una família prominent en el futbol italià, amb diversos dels seus membres destacats, especialment Lucidio.